# Wilhelm Johann Ludwig von Bachmann
Wilhelm Johann Ludwig von Bachmann (* 1765 in Kleve; † 15. Mai 1831 in Berlin) war ein preußischer Jurist.

## Leben
Wilhelm Johann Ludwig von Bachmann war der Sohn des niederländischen Obersts Johann Adolph von Bachmann († 19. Januar 1805 in Kleve). Zu seinen Geschwistern gehörte unter anderem der spätere Kriegsrat Friedrich Christian von Bachmann.
Zu seiner schulischen Ausbildung liegen keine Hinweise vor.
Er immatrikulierte sich am 3. Mai 1782 an der Universität Halle zu einem Studium der Rechtswissenschaften und hörte dort Vorlesungen bei Daniel Nettelbladt. Im Oktober 1784 ging er an die Universität Göttingen und beendete dort 1785 sein Studium.
Am 28. Dezember 1785 wurde er als Auskultator bei der klevischen Regierung eingestellt und am 25. August 1787 zum Referendar befördert; zugleich wurde er Referendar beim Landgericht in Kleve und beim Landes-Pupillenkollegium.
Nachdem er am 22. Mai 1789 darum gebeten hatte, zum großen Examen zugelassen zu werden, bestand er am 24. August 1789 die Prüfung und erhielt die Empfehlung, dass er Rat in einem Landeskollegium werden könne. Mit dem Reskript vom 31. August 1789 wurde er als Assessor beim Kammergericht Berlin angenommen.
Am 26. März 1793 wurde er als Rat zum Hofgericht nach Bromberg und 1795 in die Provinz Südpreußen versetzt. Gemeinsam mit Daniel Wilhelm Salomon von Meyer (1747–1805) wurde er mit Ordre vom 16. Dezember 1795 als Justizvertreter zu königlichen Kommissaren bei der Regulierung der Schulden des kurz zuvor abgedankten Königs von Polen, Stanislaus II. August Poniatowski, ernannt.
Er erhielt am 1. August 1801 das Prädikat Geheimer Justizrat und wurde von seiner Aufgabe als Warschauer Bankkommissar entbunden.
Bis Ende 1806 war er als Regierungsrat bei der Regierung in Warschau tätig und hatte als Nebenamt die Aufgaben des Konsistorialrats.
1831 starb er als pensionierter Geheimer Justizrat.

## Mitgliedschaften
Wilhelm Johann Ludwig von Bachmann war von 1790 bis 1796 Mitglied einer Berliner Freimaurerloge.